# Албера (Мантова)
Албера (итал. Albera) насеље је у Италији у округу Мантова, региону Ломбардија.
Према процени из 2011. у насељу је живело 15 становника. Насеље се налази на надморској висини од 114 м.